# Оддо, Массимо
Ма́ссимо О́ддо (итал. Massimo Oddo; 14 июня 1976, Читта-Сант-Анджело, Пескара, Абруцци) — итальянский футболист, игравший на позиции защитника; футбольный тренер.

## Карьера

### Клубная
Дебютировал в большом футболе в 1992 году в малоизвестной команде «Ренато Кури». Уже через год оказался в «Милане», но за два сезона не провёл там ни одного матча.
После этого три сезона играл в серии С1, за такие команды, как «Фьоренцуола», «Монца», «Лекко» и «Прато».
В 1998 году опять оказался в «Монце», на сей раз в серии B. Лишь здесь он стал более-менее часто появляться на поле. Однако и после этого сезона Оддо покинул команду. В 1999 году был уже в «Наполи». Там он провёл за сезон 45 матчей в чемпионате и Кубке Италии, забив при этом 1 гол, а ещё через сезон, не став менять традицию, перебрался в Верону.
В составе «Вероны» Оддо дебютировал в серии А. За два сезона он отыграл 64 игры в чемпионате и 4 в Кубке Италии, забив при этом 11 мячей. В 2002-м его позвали в «Лацио», где он провёл полных пять сезонов.
С января 2007 года в составе «Милана». Вытеснил из основного состава великого Кафу. Впрочем, летом 2008-го и сам покинул клуб, перейдя в мюнхенскую «Баварию». В 2009 году вернулся в «Милан».
31 августа 2011 года перешёл в «Лечче» на правах годичной аренды.
7 июня 2012 года Оддо объявил о завершении карьеры игрока и о своём намерении в будущем стать спортивным директором.

### Международная
Будучи футболистом итальянского «Лацио», был приглашен в сборную Италии, дебют состоялся в возрасте 26 лет. В 2006 году стал чемпионом мира в составе сборной Италии.

### Тренерская
В мае 2015 года Оддо стал новым главным тренером «Пескары», где ранее работал с молодёжным составом. Помог «Пескаре» вернуться в серию А.
21 ноября 2017 года назначен главным тренером «Удинезе». Контракт подписан по схеме «1+1». 24 апреля 2018 года уволен через 2 дня после поражения «Удинезе» в домашнем матче 34-го тура чемпионата Италии 2017/18 против «Кротоне» (1:2).
В октябре 2018 года Оддо был назначен главным тренером «Кротоне», выступавшего в Серии B. Под его руководством команда сыграла восемь матчей, в которых не одержала ни одной победы. 28 декабря Оддо ушёл в отставку.
14 февраля 2023 года возглавил выступающий в Серии В СПАЛ после увольнения Даниэле де Росси. На момент прихода Оддо команда находилась в зоне вылета, уступив в трёх последних матчах первенства и занимая в турнирной таблице 18-е место. Соглашение специалиста с феррарской командой рассчитано до конца сезона 2022/23 с возможностью автоматического продления ещё на один год в случае сохранения клубом прописки во втором дивизионе. По итогам сезона клуб занял 19-е место в турнирной таблице и выбыл в третий по силе дивизион, что привело к увольнению Оддо с поста главного тренера.

## Достижения
Лацио
- Обладатель Кубка Италии: 2004

 Милан
- Чемпион Италии: 2011
- Победитель Лиги чемпионов: 2007
- Обладатель Суперкубка Европы: 2007
- Победитель Клубного чемпионата мира: 2007

 Сборная Италии
- Чемпион мира: 2006